# Christoph von Petz
Christoph von Petz (* 16. Mai 1901 in Bayreuth; † 1976 in Tegernsee) war ein deutscher Architekt und Baubeamter.
Christoph von Petz studierte von 1920 bis 1924 Architektur an der Technischen Hochschule München, unter anderem bei Theodor Fischer und German Bestelmeyer. Während des Studiums arbeitete er bereits in Bestelmeyers Büro mit. Danach wechselte er als Referendar an die Oberpostdirektion Speyer, war von 1926 bis 1928 wiederum als Assistent bei Bestelmeyer tätig und wurde 1927 Regierungsbaumeister (Assessor). Von 1929 bis 1931 arbeitete er im Stadtbauamt München bei Hermann Leitenstorfer. Anschließend war er Mitarbeiter von Hans Döllgast sowie Assistent von Richard Schachner an der Technischen Hochschule. Während des Nationalsozialismus arbeitete er in der Bauabteilung des Innenministeriums (1933–1935) sowie für die Oberste Baubehörde (1935–1945) tätig. Nach dem Krieg war er zunächst als freier Architekt tätig, bis er 1949 die Residenzbauleitung in der Verwaltung der Bayerischen Schlösser, Gärten und Seen übernahm und anschließend für die Regierung von Oberbayern (1953–1958) sowie die Oberste Baubehörde und das Kultusreferat (1958–1966) tätig war.

## Werk (Auswahl)
- 1924–1926: Erweiterungsbau der Oberpostdirektion Speyer
- 1927: evangelische Gustav-Adolf-Kirche in Nürnberg-Lichtenhof (als Mitarbeiter von Bestelmeyer)
- 1928: Bibliotheksbau des Deutschen Museums in München (als Mitarbeiter von Bestelmeyer)
- 1930: Gemeindehaus der evangelischen Erlöserkirche in München-Schwabing
- 1947–1948: Landhaus Clemencon am Ammersee
- 1948–1949: Missionshaus in Stockdorf
- 1950: Krankenhaus in Mainburg
- 1958: Evangelische Heilig-Geist-Kirche in München-Moosach
- 1966–1969: Spielbank in Bad Wiessee

| Personendaten    | Personendaten                      |
| ---------------- | ---------------------------------- |
| NAME             | Petz, Christoph von                |
| KURZBESCHREIBUNG | deutscher Architekt und Baubeamter |
| GEBURTSDATUM     | 16. Mai 1901                       |
| GEBURTSORT       | Bayreuth                           |
| STERBEDATUM      | 1976                               |
| STERBEORT        | Tegernsee                          |